# روبرت س. كوبر
روبرت س. كوبر هو كاتب و منتج كندي معروف أكثر لأعماله في سلسلة ستارغيت. كان منفذ منتج سابق في مسلسل ستارغيت إس جي 1 وستارغيت أتلانتس حتى انتهى المسلسلان و بدأ مسلسل ستارغيت يونيفرس. كما أنشئ بالتعاون مع براد رايت كل من ستارغيت أتلانتس و يونيفرس. كتب كوبر و أنتج عدة حلقات من ستارغيت إس جي 1 و أتلانتس و يونيفرس كما قام بإخراج بعض الحلقات.

## وصلات خارجية
- Robert C. Cooper at Stargate Official Website نسخة محفوظة 17 مايو 2012 على موقع واي باك مشين.
- روبرت س. كوبر على موقع IMDb (الإنجليزية)
- روبرت س. كوبر على موقع ألو سيني (الفرنسية)
- روبرت س. كوبر على موقع أول موفي (الإنجليزية)
- روبرت س. كوبر على موقع قاعدة بيانات الفيلم (الإنجليزية)
- روبرت س. كوبر على موقع كينوبويسك (الروسية)